# داليا العقيدي
داليا العقيدي (1968 -) هي مذيعة وإعلامية عراقية أمريكية.

## حياتها ونشأتها
من مواليد بغداد 1968 ولدت في عائلة فنية عراقية فوالدها هو الفنان العراقي فخري العقيدي وأمها الفنانة العراقية الشهيرة غزوة الخالدي. في طفولتها كان لها ميل نحو الغناء واشتهرت لها أغنية وطنية للاطفال هي (علي يا طيار).
تخرجت من معهد الفنون الجميلة في بغداد. وفي عام 1988 اشتركت بمسرحية (دزدمونة) تأليف يوسف الصائغ وإخراج إبراهيم جلال وشاركت بها في مهرجان قرطاج المسرحي، وهناك رتبت هي ووالدتها عملية الهروب خارج العراق بسرية تامة خوفاً من بطش النظام العراقي ذلك الوقت.

## مسيرتها
سافرت بعد ذلك إلى الولايات المتحدة وعملت في المحطات والبرامج الأخبارية، وعادت إلى العراق بعد سقوط بغداد 2003، فبعد تأسيس قناة الحرة الأمريكية كانت داليا العقيدي هي مراسلة القناة من البيت الأبيض، ولكن بعد عودتها لبغداد أصبحت تعمل في تقديم البرامج السياسية ثم اتجهت بعد ذلك في تقديم البرامج الفنية التي تتناول مواضيع التراث الفني العراقي التي لاقت استحسان وقبول الكثير من النقاد والجمهور.
في عام 2008 انتقلت داليا إلى لبنان للعمل في قناة السومرية الفضائية كمذيعة أخبارية ومقدمة لبعض البرامج السياسية التي لها جمهور واسع يتابعها وهي لا تزال تعمل بهذه القناة. في سنة 2020 ترشحت لإنتخابات مجلس النواب الأمريكي عن الحزب الجمهوري للمنافسة على مقعد النائبة إلهان عمر في ولاية مينيسوتا.